# A Romanov-dinasztia
A Romanov-dinasztia (eredeti cím: The Romanoffs) amerikai antológiasorozat, melynek megalkotója, rendezője, forgatókönyvírója és producere Matthew Weiner. 2018. október 2-án debütált az  Amazon Prime Video műsorkínálatában. Bár a szereplők epizódonként változnak, John Slattery, JJ Feild, Louise Bourgoin, Aaron Eckhart és Diane Lane több részben is feltűnik.
2019 júliusában, az első évad bemutatása után az Amazon azt nyilatkozta, nem tervezik folytatni a sorozatot.

## Összefoglaló
„A Romanov-dinasztia című kortárs antológiasorozat nyolc, a világ különböző pontjain játszódó történetet mesél el emberekről, akik az orosz uralkodócsalád leszármazottjainak tartják magukat.”

## Szereplők
| Ibolyaszín alkony - Aaron Eckhart – Greg - Marthe Keller – Anushka - Louise Bourgoin – Sophie - Inès Melab – Hajar - Darina Al Joundi – Raha Azim - Mouss Zouheyri – Mohammed Azim - Mounir Amamra – Amir Azim - Franc Bruneau – JP - Vernon Dobtcheff – M. Audran - Evelyne Dandry – Madame Audran - Xavier Thiam – Dr. Shrom - Salomé Diénis Meulien – Sonya - Laurent Bateau – Denis Ház sajátos célokra - Christina Hendricks – Olivia Rogers - Jack Huston – Samuel Ryan - Paul Reiser – Bob Isaacson - Isabelle Huppert as Jacqueline Gerard - Mike Doyle – Brian Norris - JJ Feild – Jack - Mark Valley – Steve Lewis - Evgenia Brik – Katrina - Morten Suurballe – Max Gruber - Ivan G'Vera – Lalzo Barta - Goran Navojec – Karl - Thomas Nash – Hans | A királyi többes - Corey Stoll – Michael Romanoff - Kerry Bishé – Shelly Romanoff - Janet Montgomery – Michelle Westbrook - Noah Wyle – Ivan Novak - Jonathan Ho – Jesse - Braeden Lemasters – Andrew - Larry Bates – Daryl - Brian Bisson – Scott - Nora Sheehan – Mona - Arlene Duncan – Dion ügyész - James Naughton – Dmitri - Elva Mai Hoover – June - John Slattery – Daniel Reese - Shannon Wilcox – Natalie Babaváró - Amanda Peet – Julia Wells - Jon Tenney – Eric Ford - Emily Rudd – Ella Hopkins - Mary Kay Place – Marilyn Hopkins - Michael O’Neill – Ron Hopkins - John Slattery – Daniel Reese - Diane Lane – Katherine Ford - Janne Mortil – Gloria - David Ferry – Gary Beethoven Felsőbb körök - Diane Lane – Katherine Ford - Andrew Rannells – David Patton - Cara Buono – Debbie Newman - Nicole Ari Parker – Cheryl Gowans - Ron Livingston – Alex Myers - Thaddeaus Ek – Benji Myers - Joshua Carlon – Henry Myers - Uriah Shelton – Julian Myers - Alexandra Barreto – Gutierrez nyomozó | Panoráma - Radha Mitchell – Victoria Hayward - Juan Pablo Castañeda – Abel - Griffin Dunne – Frank Shefflied - Paul Luke Bonenfant – Nick Hayward - David Sutcliffe – Phillip Hayward - Roberto Medina – Dr. Eduardo Siquieros - Maria Evoli – Lourdes Gonzalez - Scarlet Dergal – recepciós - Sandra Quiroz – Ortega nővér - Paul Gregory – Rupert Stanley A vérvonal vége - Kathryn Hahn – Anka Garner - Jay R. Ferguson – Joe Garner - Annet Mahendru – Elena Evanovich - Clea DuVall – Patricia Callahan - Stephanie McVay – Barb Callahan - Marina Weis – Mrs. Fedunov - Anastasija Marcenkaité – Vera - Zofia Wichłacz – Nadya - Dalina Costin – Dalina Costin - Sophia Chitu – Zoya Aki mindent kézben tart - Hugh Skinner – Simon Burrows - Hera Hilmar – Ondine - Ben Miles – George Burrows - JJ Feild – Jack - Jing Lusi – Kiera Ming - Adèle Anderson – Candace - Oliver Zetterström – Young Simon - Deirdre Mullins – Natalie Burrows - Rebecca Root – Dana - Jane Perry – Belinda - Christopher Goh – Christopher Ming |

## Epizódok
| #  | Cím                                                     | Rendező        | Író                                      | Premier                               |
| -- | ------------------------------------------------------- | -------------- | ---------------------------------------- | ------------------------------------- |
| 1. | Ibolyaszín alkony (The Violet Hour)                     | Matthew Weiner | Matthew Weiner                           | 2018. október 12. 2018. október 12.   |
| 2. | Ház sajátos célokra (House of Special Purpose)          | Matthew Weiner | Mary Sweeney és Matthew Weiner           | 2018. október 12. 2018. október 12.   |
| 3. | A királyi többes (The Royal We)                         | Matthew Weiner | Michael Goldbach és Matthew Weiner       | 2018. október 12. 2018. október 12.   |
| 4. | Babaváró (Expectation)                                  | Matthew Weiner | Semi Chellas                             | 2018. október 19. 2018. október 19.   |
| 5. | Felsőbb körök (Bright and High Circle)                  | Matthew Weiner | Kriss Turner Towner és Matthew Weiner    | 2018. november 2. 2018. november 2.   |
| 6. | Panoráma (Panorama)                                     | Matthew Weiner | Dan LeFranc és Matthew Weiner            | 2018. november 9. 2018. november 9.   |
| 7. | A vérvonal vége (End of the Line)                       | Matthew Weiner | Andre Jacquemetton és Maria Jacquemetton | 2018. november 16. 2018. november 16. |
| 8. | Aki mindent kézben tart (The One That Holds Everything) | Matthew Weiner | Donald Joh és Matthew Weiner             | 2018. november 23. 2018. november 23. |

## Kritikai visszhang
A sorozat vegyes kritikákat kapott. A Rotten Tomatoes 63 kritikus véleménye alapján 49%-os értékelést adott az első évadra. A szöveges értékelés szerint: „Matthew Weiner visszatérése a televízióhoz éppoly igényesen kivitelezett, mint amennyire ambiciózus és szerteágazó – sajnos azonban végzetesen öncélú is, a nézőktől a legnagyobb türelmet követeli anélkül, hogy ehhez valóban meggyőző ösztönzést kínálna.”

## Fordítás
- Ez a szócikk részben vagy egészben  a   The Romanoffs című angol Wikipédia-szócikk ezen változatának fordításán alapul.  Az eredeti cikk szerkesztőit annak laptörténete sorolja fel. Ez a jelzés csupán a megfogalmazás eredetét és a szerzői jogokat jelzi, nem szolgál a cikkben szereplő információk forrásmegjelöléseként.